# Porcelanosa
Porcelanosa est un groupe familial espagnol, fabricant et concepteur de produits moyen et haut de gamme pour l'aménagement et la décoration de l'habitat : 
- revêtements pour les sols et les murs : carrelage, pierre naturelle (marbre, ardoise, travertin, quartzite, granite...), mosaïque, parquet, revêtements vinyles, bois composite...
- salle de bains : mobilier de salle de bains, sanitaire, robinetterie, vasque, miroir, douche, baignoire, receveur et paroi de douche, accessoires de salle de bains...
- cuisine : meubles de cuisine, plan de travail, robinetterie, mobilier (table, chaise, tabouret)...
- dressing...
- matériau "Solid Surface" : le Krion, une résine de synthèse de dernière génération utilisée pour des vasques, baignoires, receveurs de douches, etc. et vendues sous forme de plaques pour être transformées, coupées, usinées, thermoformées par des menuisiers ou transformateurs afin de créer des meubles et objets sur-mesure (têtes de lits, comptoirs, meubles, mobilier, décoration; etc.).

La marque dispose de son propre réseau de distribution et possède aujourd'hui environ 450 magasins sur les cinq continents dont plus de 30 en France.
Le groupe est l'un des leaders mondiaux dans le secteur de la céramique, de la salle de bains et de la cuisine.

## Historique
Créé à Vila-real en Espagne en 1973, avec 98 employés et 25 000 m² de surface de production, cette entreprise familiale a lancé son activité avec la fabrication de carrelage puis s'est très vite diversifiée pour pouvoir offrir une gamme complète de produits à ses clients. Le Groupe compte aujourd'hui plus de 4500 employés dans le monde et 1 750 000 m² d'installations couvertes ainsi que le plus grand centre logistique d'Europe pour la céramique.
En 1987, deux usines rejoignent le groupe : Venis et Gamadecor. En 1993, c'est au tour de System-Pool, puis L'Antic Colonial en 2000, Noken et Butech en 2001 et enfin Urbatek en 2004.

## Groupe
Le Groupe Porcelanosa est composé de neuf usines avec chacune sa spécificité :
- Porcelanosa : carrelage (faïence émaillée, grès émaillé, grès cérame émaillé)
- Venis : carrelage (faïence émaillée, grès émaillé, grès cérame émaillé)
- Gamadecor : mobilier de salle de bains, cuisine et dressing
- System-Pool : bain, douche, hydromassage, Krion...
- L'Antic Colonial : pierre naturelle, ardoise, mosaïque, parquet, revêtements vinyles, etc.
- Butech : solutions technique pour la pose et l'entretien de ses produits : colle, joint, profilé, imperméabilisation, acoustique, sols surélevés, systèmes d'isolation par l'extérieur (façades), etc.
- Noken : robinetterie, sanitaire, radiateur sèche serviette, miroir, mobilier salle de bains...
- Urbatek : carrelage en grès cérame pleine masse
- Krion :une surface solide de nouvelle génération développée par PORCELANOSA Grupo. Un très joli minéral compact et semblable à la pierre naturelle